# Jakovlje (Aleksinac)
Pour les articles homonymes, voir Jakovlje.
Jakovlje (en serbe cyrillique : Јаковље) est un village de Serbie situé dans la municipalité d'Aleksinac, district de Nišava. Au recensement de 2011, il comptait 267 habitants.

## Démographie
| 1948 | 1953 | 1961 | 1971 | 1981 | 1991 | 2002 | 2011 |
| ---- | ---- | ---- | ---- | ---- | ---- | ---- | ---- |
| 713  | 704  | 673  | 567  | 521  | 463  | 352  | 267  |

|  |